# A Narrow Escape (film 1911)
A Narrow Escape è un cortometraggio muto del 1911. Il nome del regista non viene riportato nei credit del film che, prodotto dalla Reliance Film Company, aveva come interpreti William Walthall, Ruth Robinson, Rosanna Logan.

## Trama
Rimasto senza lavoro, Jim Smith ne cerca disperatamente un altro, ma senza successo. In un bar incontra Red Leary e Black Pete, due poco di buono che, rendendosi conto della condizioni di Jim, gli propongono di partecipare a un furto. Indignato, se ne va e, sulla strada di casa, trova una borsa contenente del denaro e dei gioielli. A casa, sua moglie lo convince a restituirla al proprietario il cui indirizzo si trova all'interno. Lo riceve sulla porta il maggiordomo che prende il suo nome ma non gli dà alcuna ricompensa. Jim è furioso e si rimprovera amaramente. In quello stato d'animo, torna al bar e informa i due ladri che è disposto a diventarlo anche lui. Ma ne è poi dissuaso dalla moglie che lo supplica di tornare a casa con lei. Il giorno dopo, Jim legge sul giornale della cattura dei suoi due compari e del ferimento di Black Pete, mentre i due stavano per compiere una rapina. Un po' rasserenato per non avere imboccato quella via pericolosa, ne è ancora più convinto quando riceve una lettera dal proprietario della borsa che racchiude una ricompensa sostanziale e dove gli viene offerto anche un impiego.

## Produzione
Il film venne prodotto dalla Reliance Film Company

## Distribuzione
Distribuito dalla Motion Picture Distributors and Sales Company, il film - un cortometraggio di una bobina - uscì nelle sale cinematografiche degli Stati Uniti il 14 ottobre 1911.